# 杨璪
楊璪，五代十国庐州合肥县人，杨吴宗室，杨溥的从子，杨行密的孙子。
天祚元年（935年），楊璪赍册宝册册封徐知诰为齐王，天祚三年（937年）杨吴禅位给齐国（南唐），齐国皇帝徐知诰将楊璪降为郡公。